# Santo Stefano Roero
Santo Stefano Roero är en ort och kommun i provinsen Cuneo i regionen Piemonte i Italien. Kommunen hade 1 370 invånare (2018).